# Дубові (Борисовський район)
Дубові (біл. вёска Дубавыя) — село в складі Борисовського району Мінської області, Білорусь. Село підпорядковане Велятичівській сільській раді, розташоване в північно-східній частині області.